# 野木町総合運動公園サッカー場
野木町総合運動公園サッカー場（のぎまちそうごううんどうこうえん－じょう）は、栃木県下都賀郡野木町にあるサッカー場。野木町の運営する野木町総合運動公園の中心的施設であり、天皇杯予選などが行われている。
- 所在地：栃木県下都賀郡野木町佐川野916
- 収容人数：2000人（全席芝生席）
- 照明設備